# واحة الجرف
واحة الجرف هي منطقة تقع في الجنوب الشرقي للمغرب على بعد كيلومترات من مدينة أرفود التابعة لعمالة الراشدية؛ وهي منطقة جد صغيرة لا تحوي معالم لكنها غنية بالترات المبني كالقصور والبنايات العريقة وهذه القصور هي مجمعات تحتوي على منازل من طين ومسجد مدخلها عبارة عن قوس منقوش كبير كقصر الرملية، وتستطون هذه المدينةَ قبيلة عرب الصباح الهلالية التي جاءت مع باقي القبائل العربية في تغريبة بني هلال.
تنتمي واحة الجرف إلى جهة درعة تافيلالت، تمتد ما بين خطي طول 4 درجات 20 دقيقة و4 درجات و20 دقيقة غرب خط غرينيتش، وبين خطي عرض 31 درجة و25 دقيقة و31 درجة و63 دقيقة شمال خط الاستواء. تحد واحة الجرف من الشمال جماعة «مدغرة» و«الخنڭ» (Elkheng)، ومن جهة الجنوب جماعة «سجلماسة» وشرقا جماعتي «عرب الصباح زيز» و«السيفا» وغربا جماعة «املعب». وتنقسم الواحة إداريا إلى جماعة حضرية بالجرف المركز، وجماعتين قرويتين: جماعة «عرب الصباح اغريس»(حنابو) شرقا وجماعة «فزنا» غربا.
و الجرف عبارة عن منخفض رسوبي منفتح على الصحراء من جهة الجنوب وهو امتداد لسهل تافيلالت في جزئه الشمالي الغربي، وتتخلل هذا المنخفض نتوءات صخرية أهمها «طنطة» بفزنا، كدية المنقارة، كدية الڭارة بالجرف المركز و«بين الجبيلات» بجماعة عرب الصباح اغريس (حنابو) ولا يتعدى ارتفاع هذه الكتل في الغالب 1000 متر إضافة إلى أن المنخفض لا يقل ارتفاعه عن مستوى سطح البحر، كما تحد المنخفض هضبة «مسكي» من جهة الشمال ومن الجنوب الغربي جبال «أڭنات» مقدمة جبال الأطلس الصغير، ويصل ارتفاعها إلى 1037 متر. وتعرف تربة المنخفض ضعفا في الخصوبة وفقرا من حيث المواد العضوية، وهو ما يؤثر سلبا على إنتاجية القطاع الفلاحي إضافة إلى زحف الرمال وتزايد التصحر بالمنطقة.
تعرف الواحة مناخا صحراويا والذي يتميز بالجفاف طيلة السنة وقلة التساقطات التي تكون عبارة عن زخات عاصفية عموما، كما يتميز بالحرارة المرتفعة في الصيف (ما فوق °40) وبرودة قارسة في فصل الشتاء (تحت °0 أحيانا). تشهد المنطقة رياحا شرقية تعرف ب«رياح الشرڭي»، وهي رياح جافة وحارة، في حين لا تستفيد من الرياح الرطبة المعتدلة نظرا لقاريتها (بعدها عن المؤثرات البحر).